# Maurice Allan
Maurice George Allan (ur. 30 października 1945 w Edynburgu) – brytyjski zapaśnik walczący w stylu wolnym. Olimpijczyk z Montrealu 1976, gdzie odpadł w eliminacjach w kategorii 90 kg. Brązowy medalista igrzysk Brytyjskiej Wspólnoty Narodów w 1974 roku, gdzie reprezentował Szkocję.
Czterokrotny mistrz kraju w latach 1973–1976 (90 kg).
- Turniej w Montrealu 1976

Pokonał Ambroise Sarra z Senegalu, a przegrał z Frankiem Anderssonem ze Szwecji i Lewanem Tediaszwilim z ZSRR.